# Unimäe
Unimäe (Duits: Unnimeggi) is een plaats in de Estlandse gemeente Saaremaa, provincie Saaremaa. De plaats heeft de status van dorp (Estisch: küla) en telt 10 inwoners (2021).
Tot in december 2014 behoorde Unimäe tot de gemeente Kaarma, tot in oktober 2017 tot de gemeente Lääne-Saare en sindsdien tot de fusiegemeente Saaremaa.

## Geschiedenis
Unimäe werd in 1542 voor het eerst genoemd als boerderij onder de Duitse naam Unnimeggi. In 1798 werd de plaats genoemd als dorp. De plaats lag voor een deel op het landgoed van Kudjape, een ander deel hoorde bij het grondbezit van de lutherse kerk in Kuressaare.
Tussen 1977 en 1997 waren Unimäe en Laheküla één dorp onder de naam Kellamäe, terwijl Kellamäe deel uitmaakte van Irase. In 1997 werd de oude situatie hersteld.